# Glassy Mountain (Greenville)
Glassy Mountain is een berg in Greenville County in de Amerikaanse staat South Carolina. De berg heeft een hoogte van 848 meter en is verbonden met andere bergen. Het is de thuisbasis voor de Cliffs at Glassy Mountain golf course community.
Deze berg wordt vaak verward met een andere Glassy Mountain gelegen in Pickens County in South Carolina.